# Earl of Cork

Wappen des Earl of Cork (zweiter Verleihung)

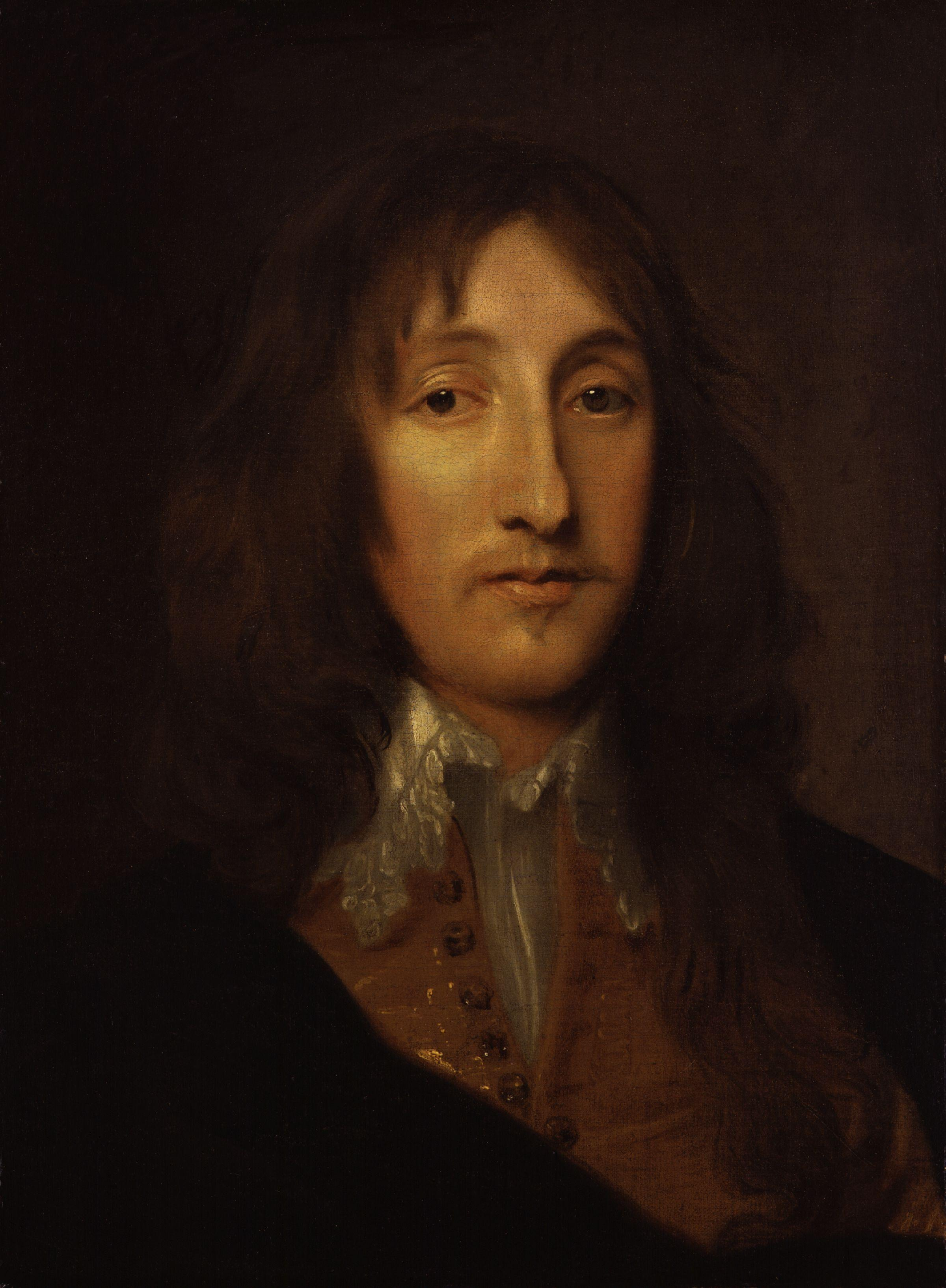
Richard Boyle, 1. Earl of Burlington, 2. Earl of Cork

Earl of Cork ist ein erblicher britischer Adelstitel, der zweimal in der Peerage of Ireland verliehen wurde.

## Verleihungen und weitere Titel

### Erste Verleihung (1395)
In erster Verleihung wurde der Titel am 15. Januar 1395 von König Richard II. für seinen Cousin und Favoriten Edward of Norwich, 1. Earl of Rutland, einen Enkel König Eduards III., geschaffen. Er operierte von 1394 bis 1395 militärisch in Irland. 1402 erbte er von seinem Vater auch den Titel Duke of York. Seine Titel erloschen, als er 1415 in der Schlacht von Azincourt fiel, ohne Erben zu hinterlassen.

### Zweite Verleihung (1620)
In zweiter Verleihung wurde am 26. Oktober 1620 für den anglo-irischen Adligen Richard Boyle, 1. Baron Boyle of Youghal, geschaffen, zusammen mit dem nachgeordneten Titel Viscount Dungarvan, in the County of Waterford. Bereits am 6. September 1616 war er, ebenfalls in der Peerage of Ireland, zum Baron Boyle of Youghal, of Youghal in the County of Cork, erhoben worden.
Sein ältester Sohn, der 2. Earl, hatte von seinem jüngeren Bruder Lewis Boyle (1619–1642) die diesem am 28. Februar 1628 mit entsprechendem besonderen Vermerk verliehenen Titel Viscount Boyle, of Kinalmeaky in the County of Cork, und Baron Boyle of Bandon Bridge geerbt, als dieser 1642 in der Schlacht von Liscarroll gefallen war. Er hatte Elizabeth Clifford, 2. Baroness Clifford geheiratet und wurde 1644 in der Peerage of England zum Baron Clifford of Lanesborough, of Lanesborough in the County of York, erhoben. 1664 wurde ihm in der Peerage of England auch der Titel Earl of Burlington verliehen.
Beim Tod des 4. Earl of Cork und 3. Earl of Burlington am 3. Dezember 1753 erloschen das Earldom Burlington und die Baronie Clifford of Lanesborough. Die übrigen Titel fielen an seinen Cousin dritten Grades, John Boyle, 5. Earl of Orrery. Dieser hatte 1731 von seinem Vater den 1660 in der Peerage of Ireland geschaffenen Titel Earl of Orrery geerbt, nebst der nachgeordneten Titel Baron Boyle of Broghill und Baron Boyle of Marston. Die beiden Earldoms sind seither vereinigt.

## Liste der Earls of Cork

### Earls of Cork, erste Verleihung (1395)
- Edward of Norwich, 2. Duke of York, 1. Earl of Cork (1373–1415)

### Earls of Cork, zweite Verleihung (1620)
- Richard Boyle, 1. Earl of Cork (1566–1643)
- Richard Boyle, 2. Earl of Cork, 1. Earl of Burlington (1612–1698)
- Charles Boyle, 3. Earl of Cork, 2. Earl of Burlington (vor 1674–1704)
- Richard Boyle, 4. Earl of Cork, 3. Earl of Burlington (1694–1753)
- John Boyle, 5. Earl of Cork, 5. Earl of Orrery (1707–1762)
- Hamilton Boyle, 6. Earl of Cork, 6. Earl of Orrey (1729–1764)
- Edmund Boyle, 7. Earl of Cork, 7. Earl of Orrey (1742–1798)
- Edmund Boyle, 8. Earl of Cork, 8. Earl of Orrery (1767–1856)
- Richard Boyle, 9. Earl of Cork, 9. Earl of Orrery (1829–1904)
- Charles Boyle, 10. Earl of Cork, 10. Earl of Orrery (1861–1925)
- Robert Boyle, 11. Earl of Cork, 11. Earl of Orrery (1864–1934)
- William Boyle, 12. Earl of Cork, 12. Earl of Orrery (1873–1967)
- Patrick Boyle, 13. Earl of Cork, 13. Earl of Orrery (1910–1995)
- John Boyle, 14. Earl of Cork, 14. Earl of Orrery (1916–2003)
- John Boyle, 15. Earl of Cork, 15. Earl of Orrery (* 1945)

Titelerbe (Heir apparent) ist der Sohn des aktuellen Titelinhabers, Rory Boyle, Viscount Dungarvan (* 1978).